# 楠特伊 (多尔多涅省)
楠特伊（法語：Nantheuil，法語發音：[nɑ̃tœj]）是法国多尔多涅省的一个市镇，位于该省北部偏东，属于农特龙区。

## 地理
楠特伊（45°24'50"N, 0°56'40"E）面积16.82 平方千米，位于法国新阿基坦大区多爾多涅省，该省份为法国西南部内陆省份，是法國本土面积第三大的省，大致对应佩里戈尔地区，北起顺时针与夏朗德省、上维埃纳省、科雷兹省、洛特省、洛特-加龙省、吉倫特省和滨海夏朗德省接壤。
与楠特伊接壤的市镇（或旧市镇、城区）包括：圣保罗拉罗什、伊勒河畔科尔尼亚克、楠蒂亚、萨拉扎克、蒂维耶。

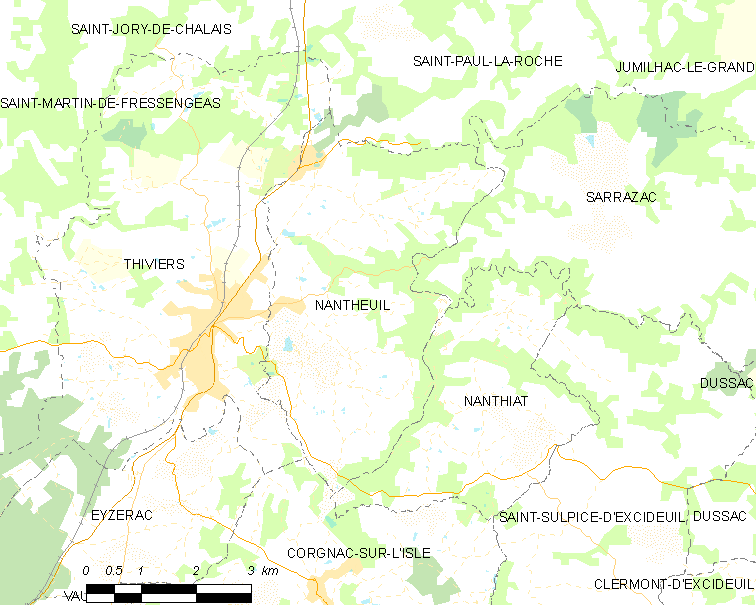
的OSM定位图

楠特伊的时区为UTC+01:00、UTC+02:00（夏令时）。

## 行政
楠特伊的邮政编码为24800，INSEE市镇编码为24304。

## 政治
楠特伊所属的省级选区为蒂维耶县。

## 人口

1962-2008年间人口变化图示

楠特伊于2022年1月1日时的人口数量为984人。